# آیک
آیک (به انگلیسی: Eyke) یک روستا و محله مدنی در بریتانیا است که در Suffolk Coastal واقع شده‌است. آیک ۳۶۲ نفر جمعیت دارد.